# Бердянский городской совет
Бердянский городской совет (укр. Бердянська міська рада) — входит в состав
Запорожской области
Украины. Официальный сайт- https://bmr.gov.ua
Административный центр городского совета находится в 
г. Бердянск.

## Населённые пункты совета
- г. Бердянск
- Нововасилевский сельский совет
  - с. Нововасилевка
  - с. Роза
  - пос. Шёлковое